# The Unity
The Unity är ett tyskt power metal-band från Dortmund, grundat 2016.

## Historik
Bandet grundades av Michael Ehré och Henjo Richter (båda i Gamma Ray), ursprungligen som ett sidoprojekt. Man hämtade dock snabbt in medlemmar från det nedlagda bandet Love.Might.Kill som Ehré grundade och spelade i mellan 2010 och 2015. Snart skrev man kontakt med det tyska skivbolaget Steamhammer och släppte ett par singlar under 2017, följt av det självbetitlade debutalbumet i maj samma år. Därefter har bandet släppt ytterligare tre album som alla tagit sig in på den tyska topplistan. Bäst resultat nådde man med album nummer tre, Pride, som nådde plats 65.
Banduppställningen förblev intakt fram till 2022 då basisten Jogi Sweers lämnade gruppen. Han ersattes av Tobias Exxel (Edguy).

## Live
The Unity har spelat live med Edguy, Axel Rudi Pell och Rhapsody of Fire, samt på festivaler som Bang Your Head!!! och Metalfest.

## Medlemmar
Nuvarande medlemmar
- Michael Ehré – trummor (2016– )
- Henjo Richter – gitarr (2016– )
- Stefan Ellerhorst – gitarr (2016– )
- Sascha Onnen – keyboard (2016– )
- Gianbattista "Jan" Manenti – sång (2016– )
- Tobias Exxel – basgitarr (2022– )

Tidigare medlemmar
- Jogi Sweers – basgitarr (2016–2022)

## Diskografi
Studioalbum
- The Unity (2017)
- Rise (2018)
- Pride (2020)
- The Hellish Joyride (2023)

Livealbum
- The Devil You Know - Live (2021)

Singlar
- "Rise and Fall" (2017)
- "No More Lies" (2017)
- "Never Forget" (2017)
- "No Hero" (2018)
- "The Storm" (2018)
- "You Got Me Wrong" (2018)
- "Welcome Home" (2019)
- "We Don't Need Them Here" (2020)
- "Line and Sinker" (2020)
- "You Don't Walk Alone" (2020)
- "Close to Crazy (Live)" (2021)
- "Always Two Ways to Play" (2023)
- "Saints and Sinners" (2023)